# ماوكلي

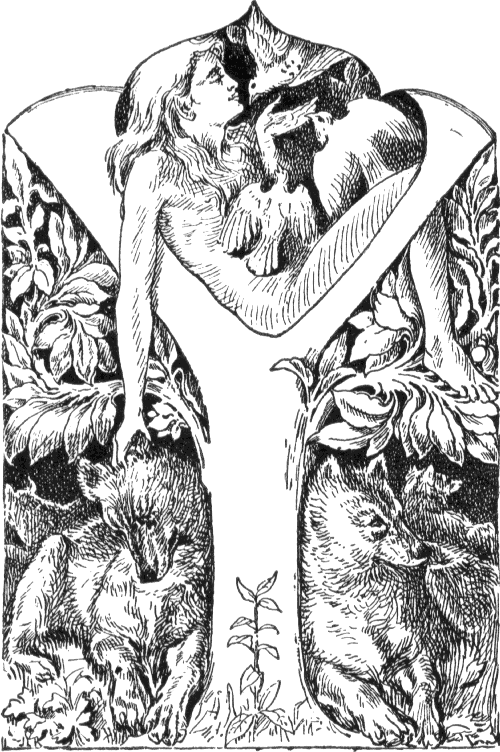
ماوكلي بطل قصة كتاب الأدغال، صورة مؤخوذة من الجزء الثاني سنة 1895.

ماوكلي هي الشخصية الرئيسة في كتاب للمؤلف البريطاني روديارد كبلينغ بعنوان كتاب الأدغال. وهو طفل رضيع يضيع في إحدى غابات الهند وتقوم قبيلة من الذئاب بتربيته. كما يتولى الدب بالو تعليمه وتلقينه الدروس الحكمية، أما النمر الأسود باغيرا فيعلمه كيفية العيش في الغابة.
وتشتهر هذه القصة عالمياً ويستخدمها الكشافة حول العالم لتقديم الكشفية للأطفال فيتم منحهم فرصة لأن يكونوا جزءاً من مجموعة صغيرة «القطيع» لتساعدهم على فهم الحياة الاجتماعية. ومن خلال حياة القطيع هذه يتمكن الأطفال من فهم أهمية القانون والاستقلالية الأخلاقية.
تم تحويل هذه القصة إلى مسلسل رسوم متحركة وإلى عدة أفلام أشهرها من إنتاج شركة والت ديزني.

## وصلات خارجية
- تدوينة عن ماوكلي: هكذا قالت الأنشودة وهكذا غنّت الأدغال